# Formica saccharivora
Formica saccharivora é uma espécie de formiga do gênero Formica, pertencente à subfamília Formicinae.